# Pavetta blanda
Pavetta blanda är en måreväxtart som beskrevs av Cornelis Eliza Bertus Bremekamp. Pavetta blanda ingår i släktet Pavetta och familjen måreväxter. Inga underarter finns listade i Catalogue of Life.